# Борић (презиме)
Борић је презиме које се у Хрватској углавном среће међу Хрватима, али и међу Србима и Бошњацима. Историјски су били присутни око града Сења.
Може се односити на следеће особе:
- Габријел Борић (1986), чилеански политичар хрватског порекла, актуелни председник Чилеа
- Рада Борић (1951), хрватска научница, феминисткиња и активистица за женска права
- Бан Борић, бан босански (1154-1163)